# Надэтничность
Надэтни́чность (англ. supraethnicity, от лат. supra- / «над» и греч. ἔθνος, «народ») — синтез этнических, межэтнических и иноэтнических компонентов (политических, религиозных и др.), научный неологизм, используемый в основном в социальных науках как формальное обозначение структурной категории, лежащей над базовым уровнем этничности. Часто термин соотносится с субэтничностью, похожим техническим термином с прямо противоположным значением, также обозначающим структурную категорию, но лежащую ниже уровня этничности. Оба термина используются в этнологии для описания структурных и функциональных отношений между базовой (общей) формой этничности и и различными связанными с ней явлениями, которые классифицируются как принадлежащие к «высшим» (надэтническим) или «низшим» (субэтническим) уровням. Формально обе категории (надэтническая и субэтническая) обозначают уровни, а не содержание. Выделяется несколько явлений, которые проявляются на надэтническом уровне: метаэтничность, многоэтничность (плюроэтничность), панэтничность, полиэтничность или трансэтничность, каждое из которых имеет свое собственное содержание, но все они разделяют структурный «надэтнический» уровень. Предпринимались попытки определить общие, не только структурные, но и функциональные свойства надэтничности, но такие попытки были поставлены под сомнение в связи с нынешним состоянием терминологического разнообразия и непоследовательностью в этнических исследованиях.
Аспекты, обеспечивающие надэтничность, выходят на первый план у нации.
Надэтничность может формироваться у современных коренных народов. Этот уровень идентичности может манифестироваться при определённых обстоятельствах. Надэтничность важна, когда люди сталкиваются с необходимостью защитить свои права. Примерами являются понятия «КМНС», «аборигены», «коренные», которые звучат в России в общественных дискуссиях и в науке. Распространению надэтнической идентичности в большой мере способствуют международные связи, общественно-политические и научные, которые устанавливаются общественными активистами, деятелями науки и культуры с представителями родственных народов.